# Coregonus nelsonii
Coregonus nelsonii es una especie de pez de la familia Salmonidae en el orden de los Salmoniformes.

## Morfología
Los machos pueden llegar alcanzar los 56 cm de longitud total.
- Aleta adiposa bien desarrollada.
- Número de  vértebras: 60-63.[1][2]

## Alimentación
Se nutre de insectos inmaduros.

## Depredadores
Es depredado por Lota chica .

## Hábitat
Se encuentra en los ríos y raramente entra en los lagos.

## Distribución geográfica
Se encuentra en Norteamérica: Alaska y Canadá.

## Valía económica
Su carne es excelente pero, normalmente, no es comido